# Quilombo Barra II
O Quilombo Barra II, é uma comunidade remanescente de quilombo localizada no município brasileiro de Morro do Chapéu, norte da Chapada Diamantina, região central do estado da Bahia.

## Descrição e registros
É uma das sete comunidades quilombolas da cidade, junto a Velame, Veredinha, Gruta dos Brejões, Ouricuri II, Queimada Nova e Boa Vista. Ali viviam, em 2019, setenta e seis famílias. Segundo depoimento de Jurandir do Espírito Santo, em 2020, "Essa Barra aqui ela foi assim. Aqui foi de uns escravos, os escravos que foram forriados e socaram aí dentro dessa mata. Foi juntando uns fazendeiro, comprou, foram trabalhando, parece que os fazendeiro foi dando terra a eles. Foram comprando mais por aqui ó. Até que meu avô chegou e comprou mais um irmão dele uma parte boa danada que é essa aqui mais uma outra aqui em riba que vendeu a um rapaz aqui em riba [...]. Teve muito escravo aqui na Barra".
O lugar foi palco de importantes achados arqueológicos por Valentín Calderón e depois por Carlos Etchevarne, atualmente em exposição no Museu de Arqueologia e Etnologia da Universidade Federal da Bahia, em peças de barro dos primitivos habitantes da região, como uma urna funerária e fragmento de tembetá.
Nélson de Araújo, em 1988, registrou que ali havia "exímios cantadores de chula, entre os quais Lourival Pereira dos Santos" e que "a festa de Reis é uma noite de alegria e celebração (...) e culmina com a chula". O pesquisador que o local, então, "aguarda a investigação do antropólogo e sociólogo (...) por conter aspectos étnicos especiais". Ele definiu, então: "é uma comunidade de negros. São cerca de cinquenta famílias, em parte descendentes de um tronco comum, todas dedicadas ao plantio da mandioca, marmelo, manga, café e batata, a que se acrescenta, como atividade complementar e eventual entre determinados moradores, um artesanato de palha, sendo a produção deste, como a agrícola, comercializada na feira de Morro do Chapéu".
Araújo assinalou que "não há cultos afro-brasileiros... a menção do candomblé é energicamente repelida. São católicos e o fulcro da religiosidade é a festa local de São Sebastião, que se celebra a vinte de janeiro" onde "curiosamente, esta festa reproduz as linhas da festa do Divino da sede do município, havendo nela um Imperador, em cuja casa é guardada a imagem de São Sebastião, conduzida durante a procissão para a casa do Imperador seguinte, que a guardará ao longo do ano".